# محمدجواد معنوی‌نژاد
محمدجواد معنوی‌نژاد (زادهٔ ۶ آذر ۱۳۷۴ در گلپایگان اصفهان) بازیکن والیبال ایرانی و عضو تیم ملی ایران است. او هم‌اکنون عضو باشگاه استاده پویتوین پویتیرز فرانسه است.

## فعالیت ورزشی
محمد جواد  معنوی‌نژاد بازیکن تیم ملی والیبال  فعالیت ورزشی‌اش را زیر نظر پدرش آغاز کرد. وی در ۱۱ سالگی تصمیم گرفت والیبال را جدی‌تر دنبال کند و سعید معزی و حسن افغان از اولین مربی‌های او بودند. معنوی نژاد در ادامه، در سال ۱۳۹۰ به مدت ۶ ماه برای تیم راه و ترابری اصفهان در لیگ دسته یک کشور بازی کرد.معنوی نژاد در آبان‌ماه ۱۳۹۰ در اردوی استعدادیابی تیم ملی نوجوانان شرکت کرد و با گذراندن ۲۶ دوره اردوی آمادگی به عضویت این تیم درآمد. تیم نوجوانان ایران حدود یک ۱ سال بعد با هدایت ایرج مظفری در مسابقات قهرمانی نوجوانان آسیا به میزبانی تهران به مقام اول رسید و معنوی‌نژاد عنوان کاپیتانی تیم را در اختیار داشت.معنوی نژاد سال بعد در تیم ملی در قهرمانی جوانان جهان ۲۰۱۵ شرکت کرد. پس از مسابقات قهرمانی نوجوانان جهان، فرهاد نفرزاده، جواد معنوی‌نژاد را در لیست خود برای مسابقات قهرمانی جوانان جهان ۲۰۱۳ قرار داد.با انحلال تیم راه و ترابری اصفهان، معنوی‌نژاد به باشگاه بانک کشاورزی تهران پیوست.وی در سال ۱۳۹۲ برای پست دریافت‌کننده قدرتی با پیکان تهران قرارداد بست و پیراهن شمارهٔ ۹ این تیم را بر تن کرد.معنوی‌نژاد با حضور در مسابقات قهرمانی جوانان آسیا مؤثر در راهییابی ایران به مسابقات قهرمانی جهان بود. در پایان مسابقات جواد معنوی‌نژاد توانست عنوان MVP بازیکن آسیا را از آن خود کند. در فصل بعد لیگ برتر والیبال ایران معنوی نژاد با قهرمانی پیکان اولین قهرمانی خود را به دست آورد.
اسلوبودان کواچ در دومین سال سرمربی‌گری تیم ملی ایران، محمدجواد معنوی‌نژاد را به اردوی تیم ملی دعوت کرد. از سوی دیگر پیمان اکبری هم وی را برای تیم امید می‌خواست. به این ترتیب معنوی‌نژاد صبح‌ها با یک تیم و عصرها با تیم دیگر تمرین می‌کرد.او به همراه تیم ملی امید ایران در مسابقات چهارجانبه آسیا شرکت کرد و پس از تیم ملی در جایگاه دوم ایستاد ولی عنوان قهرمانی را به دست آورد.
محمدجواد معنوی‌نژاد در اولین مسابقه برابر آمریکا برای تیم ملی ایران در لیگ جهانی ۲۰۱۵ به زمین رفت. اولین بازی قابل توجه او با تیم ملی در لیگ جهانی برابر لهستان بود. در لیگ برتر والیبال ایران فصل بعد وی به مشهد رفت تا پیراهن ثامن‌الحجج خراسان را بر تن کند، ولی با شکایت باشگاه پیکان به تهران فراخوانده شد. پیکان مدعی بود که او با این باشگاه قرارداد دارد و باید به آن پایبند باشد؛ به این ترتیب او بار دیگر پیراهن تیم پیکان تهران را پوشید.معنوی نژاد برای لیگ جهانی ۲۰۱۷ توسط ایگور کولاکویچ به تیم ملی دعوت شد و در مقابل آرژانتین و لهستان بازی کرد .معنوی نژاد در همین سال با درخواست نیکولا گربیچ از مسئولان باشگاه ورونا برای جذب وی با قراردادی یک ساله به باشگاه بلو والی ورونا در سری آ ایتالیا پیوست.در سال ١٣٩٨ معنوی نژاد پس از دوسال بازی در ورونا ایتالیا از این تیم جدا شد و برخلاف پیشنهاد هایی که از ترکیه و لهستان داشت،هنوز تیم خود را انتخاب نکرده و به احتمال زیاد امسال را در ایران توپ بزندمعنوى نژاد در فصل ١٣٩٨-١٣٩٩ در تيم سايپا توپ زد و توانست مقام دوم را با اين تيم كسب كند.

## افتخارات

### باشگاهی
- ۱۳۹۳/۹۴ لیگ برتر والیبال ایران  با پیکان تهران
- ۱۳۹۴/۹۵ لیگ برتر والیبال ایران  با پیکان تهران
- ١٣٩٥/٩٦ ليگ برتر واليبال ايران  با پيكان تهران

### تیم ملی
- ۲۰۱۲  قهرمانی نوجوانان آسیا - ایران
- ۲۰۱۴  قهرمانی جوانان آسیا - بحرین
- ۲۰۱۵  قهرمانی جوانان زیر ۲۳ سال آسیای مرکزی - ایران
- ۲۰۱۵  قهرمانی امیدهای آسیا - میانمار
- ٢٠١٧  مقام سوم جام بين قاره اي-ژاپن
- ٢٠١٨  مقام اول بازيهاي اسيايي-جاكارتا اندونزي

### فردی
- باارزش‌ترین بازیکن قهرمانی جوانان آسیا ۲۰۱۴